# As I Am
As I Am – trzeci album studyjny wydany przez amerykańską wokalistkę Alicię Keys dnia 9 listopada 2007 w Niemczech nakładem wytwórni Sony Music. Wydawnictwo zadebiutowało na szczycie notowania Billboard 200 sprzedając się w nakładzie 742 000 egzemplarzy w pierwszym tygodniu od debiutu.

## Informacje o albumie
Prace nad albumem Keys rozpoczęła pod koniec roku 2005, jednak to rok później wokalistka poświęciła się produkcji muzyki na krążek. Artystka po raz pierwszy wspomniała o wydawnictwie w wywiadzie udzielonym stacji E! News dnia 26 czerwca 2007 przed galą rozdania nagród BET Awards. Na ceremonii 2007 MTV Video Music Awards potwierdziła, iż zakończyła sesję nagraniową podsumowując muzykę zawartą na krążku słowami „wszystko do siebie niesamowicie pasuje. Jestem zakochana w tym albumie. Jest bardzo świeży i nowy”.
By promować As I Am, stacja muzyczna MTV przygotowała specjalne spoty reklamowe, które emitowane były tydzień po premierze wydawnictwa. Dnia 6 listopada 2007, tydzień przed amerykańską premierą albumu, cały materiał zawarty na krążku został udostępniony za pośrednictwem oficjalnej witryny internetowej MTV, zaś od dnia 12 listopada 2007 Alicia Keys uznana została za artystkę tygodnia. Stacja zatrudniła również reżysera, Evan Silver który stworzył dziewięć humorystycznych spotów, w których występowała wokalistka oraz John Mayer, jeden z producentów albumu.
Limitowana wersja wydawnictwa zawarta na płytach winylowych dostępna była za pośrednictwem United Record Pressing. Album składał się z czternastu piosenek zawartych na dwóch płytach winylowych, po siedem nagrań na każdej.
Album zyskał na sukcesie. As I Am umieszczony został na miejscu trzydzistym szóstym zestawienia Top 50 najlepszych albumów roku 2007 według magazynu Rolling Stone. Utwór „Teenage Love Affair” znalazł się na pozycji dwudziestej trzeciej notowania Top 100 najlepszych kompozycji roku 2007 stworzonej przez ten sam magazyn. Piosenka „No One” promująca wydawnictwo zyskała również dwie nagrody Grammy w roku 2008 w kategoriach najlepsza piosenka R&B oraz najlepszy występ wokalny artystki R&B. Rok później Keys zyskała dwunastą w karierze statuetkę Grammy, w kategorii najlepszy występ wokalny artystki R&B za utwór „Superwoman”. As I Am zdobył również w roku 2008 nagrodę NAACP Image Awards w kategorii Outstanding Album, zaś singel „Like You'll Never See Me Again” w kategoriach Outstanding Song oraz Outstanding Music Video. W roku 2009 utwór „Superwoman” był nominowany w kategoriach Outstanding Song i Outstanding Music Video. W roku 2008 album zyskał również dwie nagrody American Music Awards w kategoriach ulubiony album pop/rock oraz ulubiony album R&B/soul. W tym samym roku wydawnictwo zyskało nominację do nagrody MTV Europe Music Awards w kategorii najlepszy album oraz znalazł się na pozycji trzydzistej trzeciej zestawienia najlepszych albumów ostatnich 25 lat stworzonej przez magazyn Entertainment Weekly.

## Recenzje
As I Am generalnie zyskał pozytywne recenzje od profesjonalnych krytyków muzycznych, zdobywając 66 punktów na 100 możliwych przyznanych przez witrynę internetową Metacritic, która gromadzi profesjonalne opinie. Magazyn Spin przyznał albumowi cztery na pięć gwiazdek dostrzegając mniejszy wkład liryczny Keys w utwory na krążku uznając to za pozytywną odmianę. Blender wystawił wydawnictwu podobną ocenę, uzasadniając ją słowami „w wieku 27 lat ta wokalistka dokładnie nauczyła się klasycznego soulu: „Teenage Love Affair” zawiera błysk największych hitów wytwórni Motown, zaś „Where Do We Go From Here” zbudowany został na podstawie soulu rodem z Memphis, który ukazuje prawdziwy smutek znajdujący się w sercu”. Recenzent tego samego magazynu stwierdził również, iż „dwa poprzednie albumy artystki ukazały jej dobrą umiejętność odbudowy starych struktur muzycznych. As I Am prezentuje poziom zaawansowany poprzez ukazanie eksperymentalnej strony Keys”. Mark Edward Nero, recenzent portalu About.com przyznał krążkowi cztery i pół na pięć możliwych gwiazdek chwaląc Keys za odpowiedni dobór muzyczny oraz dojrzałość liryczną. Robert Christgau, krytyk magazynu Rolling Stone, który przydzielił albumowi trzy na pięć gwiazdek doszedł do wniosku, że na albumie dominuje nastrój „pełen soulu oraz kompozycje o stosunkowo szybkim tempie”. Magazyn Slant przyznał As I Am cztery na pięć możliwych gwiazdek, uzasadniając swą opinię słowami „W przeciwieństwie do Lauryn Hill, Keys była w stanie udźwignąć zamieszanie, które się wokół niej wytworzyło dalej tworząc wyśmienite utwory nie łamiąc się pod naciskiem wysokich oczekiwań stawianych wobec niej”. W entzujastycznej recenzji wystawionej przez Gregory’ego Stephena Tate’a, recenzenta The Village Voice artystka została pochwalona za umiejętne posiłkowanie się na soulu z okresu jego świetności stwierdzając, iż As I Am to „kawał dobrej roboty”.

## Lista utworów
Edycja standardowa
1. „As I Am (Intro)” – 1:52
2. „Go Ahead” (Mark Batson, Marsha Ambrosius, Kerry Brothers Jr) – 4:35
3. „Superwoman” (Linda Perry, Steve Mostyn) – 4:34
4. „No One” (Brothers, George D. Harry) – 4:13
5. „Like You'll Never See Me Again” (Brothers) – 5:15
6. „Lesson Learned” featuring John Mayer (John Mayer) – 4:13
7. „Wreckless Love” (Harold Lilly, Jack Splash, Matthew Kahane) – 3:52
8. „The Thing about Love” (Perry) – 3:49
9. „Teenage Love Affair” (Lilly, Tom Nixon, Carl Hampton, Splash, Josephine Bridges, Kahane) – 3:10
10. „I Need You” (Batson, Lilly, Paul L. Green) – 5:09
11. „Where Do We Go from Here” (Lilly, Brothers, Mary Frierson, Johnnie Frierson) – 4:10
12. „Prelude to a Kiss” (Alicia Keys) – 2:07
13. „Tell You Something (Nana’s Reprise)” (Brothers, Steve Mostyn, Green,
Novel Stevenson, Ron Haney) – 4:28
14. „Sure Looks Good to Me” (Perry) – 4:31

Brytyjski i japoński utwór bonusowy
1. „Waiting for Your Love” – 3:53

Utwory bonusowe iTunes Store
1. „Waiting for Your Love” – 3:53
2. „Hurt So Bad” – 2:56

Limitowana edycja japońska (bonus CD)
1. „Waiting for Your Love” – 3:53
2. „Hurt So Bad” – 2:56
3. „Superwoman” (Występ) – 2:56
4. „No One” (Curtis Lynch Reggae remix) – 2:56

Bonus DVD
1. „Karma” (Występ w Hollywood Bowl)
2. „Heartburn” (Występ w Hollywood Bowl)
3. „Wake Up” (Występ w Hollywood Bowl)
4. Sesja zdjęciowa As I Am: kulisy
5. Plan teledysku „No One”: kulisy

### The Super Edition
Dnia 10 listopada 2008 na rynkach muzycznych ukazała się reedycja albumu wydana pod nazwą As I Am: The Super Edition. Dwupłytowe wydawnictwo wzbogacone zostało o trzy premierowe utwory dodane do standardowej listy utworów krążka oraz dodatkową płytę, na której znalazło się pięć występów zarejestrowanych w The Coronet, w Londynie. Reedycję promował singel „Another Way to Die”, który stał się przewodnim motywem filmu 007 Quantum of Solace wydanego w roku 2008.
1. „Another Way to Die” duet z Jackiem White’em (Jack White) – 3:53
2. „Doncha Know (Sky Is Blue)” (Keys, Perry) – 3:53
3. „Saviour” – 3:53

Na żywo z The Coronet Theatre w Londynie (bonus CD)
1. „You Don’t Know My Name”
2. „Superwoman”
3. „No One”
4. „Teenage Love Affair”
5. „If I Ain’t Got You”

## Pozycje na listach oraz certyfikaty
| Lista sprzedaży (2007/08)          | Najwyższa pozycja |
| ---------------------------------- | ----------------- |
| Australia ARIA Albums Chart        | 2                 |
| Austria IFPI Albums Chart          | 9                 |
| Belgia IFPI Albums Chart           | 10                |
| Dania IFPI Albums Chart            | 21                |
| Hiszpania Promusicae Albums Charts | 12                |
| Holandia IFPI Albums Chart         | 2                 |
| Finlandia IFPI Albums Chart        | 24                |
| Francja SNEP Albums Chart          | 5                 |
| Irlandia IRMA Albums Chart         | 15                |
| Japonia Oricon Albums Chart        | 4                 |

| Lista sprzedaży (2007/08)                 | Najwyższa pozycja |
| ----------------------------------------- | ----------------- |
| Kanada Albums Chart                       | 2                 |
| Niemcy IFPI Albums Chart                  | 6                 |
| Nowa Zelandia RIANZ Albums Chart          | 5                 |
| Norwegia IFPI Albums Chart                | 20                |
| Polska ZPAV Albums Chart                  | 7                 |
| Szwajcaria IFPI Albums Chart              | 1                 |
| Szwecja IFPI Albums Chart                 | 15                |
| UK BPI Albums Chart                       | 11                |
| USA RIAA Billboard 200                    | 1                 |
| USA RIAA Billboard Top R&B/Hip-Hop Albums | 1                 |

### Certyfikaty
| Kraj              | Certyfikat | Sprzedaż  |
| ----------------- | ---------- | --------- |
| Australia         | Platyna    | 70.000    |
| Austria           | Złoto      | 10.000    |
| Belgia            | Złoto      | 15.000    |
| Francja           | Platyna    | 190.000   |
| Hiszpania         | Złoto      | 40.000    |
| Irlandia          | Złoto      | 7.500     |
| Japonia           | Złoto      | 180.000   |
| Kanada            | 2× platyna | 200.000   |
| Niemcy            | Złoto      | 100.000   |
| Nowa Zelandia     | Złoto      | 7.500     |
| Polska            | Platyna    | 20.000    |
| Stany Zjednoczone | 3× platyna | 3.700.000 |
| Szwajcaria        | Platyna    | 30.000    |
| Wielka Brytania   | Platyna    | 300.000   |

## Produkcja
Osoby, które produkowały oraz współprodukowały krążek As I Am:

Muzyka
- Alicia Keys – wokal, fortepian, klawesyn, melotron,
syntezator, syntezator basowy, syntezator smyczkowy,
vocoder, programowanie, pozostałe wokale
- Mark Batson – fortepian, syntezator, programowanie
- Kerry „Krucial” Brothers – programowanie
- Michael Dease – puzon
- Darryl Dixon – saksofon altowy
- Duane Eubanks – trąbka
- Damon Fox – melotron, syntezator
- L. Green – pozostałe wokale
- Ron Haney – gitara
- Everette K. Harp – saksofon
- Bria Harper – altówka, pozostałe wokale
- David Ryan Harris – gitara
- Sean Hurley – gitara basowa
- Paul Ill – gitara basowa
- Steve Jordan – bębeny
- Ryan Kebrle – puzon
- Harry Kim – puzon

- Trevor Lawrence, Jr. – bębeny, perkusja
- Harold Lilly – pozostałe wokale
- Carl Maraghi – saksofon barytonowy
- John Mayer – gitara, pozostałe wokale
- Steve Mostyn – gitara akustyczna, gitara basowa
- Linda Perry – fortepian, pozostałe wokale
- Ivan F. Reyes – pozostałe wokale
- Mark Robohm – bębeny
- John Salvatore Scaglione – gitara
- Jumaane Smith – trąbka
- John „Jubu” Smith – gitara
- Jack Splash – różne instrumenty, programowanie
- Novel Stevenson – pozostałe wokale
- David G. Stout – trąbka
- Jason Sugata – waltornia
- Peter Thorn – gitara
- David Watson – saksofon tenorowy

Produkcja
- Jack Splash – producent
- Kerry „Krucial” Brothers – producent
- Dirty Harry – producent
- Alicia Keys – producent
- Mark Batson – producent
- Andrew Chavez – inżynier dźwięku
- Stuart White – inżynier dźwięku
- Vincent Creusot – inżynier dźwięku
- Keith Gretlein – inżynier dźwięku
- Kristofer Kaufman – inżynier dźwięku

- Seamus Tyson – inżynier dźwięku
- Brendan Dekora – inżynier dźwięku
- Linda Perry – inżynier dźwięku
- Seth Waldmann – inżynier dźwięku
- Chad Franscoviak – inżynier dźwięku
- Manny Marroquin – inżynier dźwięku
- Ann Mincieli – inżynier dźwięku
- Glenn Pittman – inżynier dźwięku
- Zach Hancock – inżynier dźwięku